# ياسوكو كوباياشي
ياسوكو كوباياشي (باليابانية: 小林 靖子) مواليد 7 أبريل 1965 في كوتو، طوكيو، اليابان، كاتب سيناريو أنمي ياباني.

## الأعمال
- غوكسين 2
- كليمور
- مغامرات جوجو العجيبة
- هجوم العمالقة
- أبطال الديجيتال

## روابط خارجية
- ياسوكو كوباياشي على موقع IMDb (الإنجليزية)
- ياسوكو كوباياشي على موقع ألو سيني (الفرنسية)
- ياسوكو كوباياشي على موقع قاعدة بيانات الفيلم (الإنجليزية)
- ياسوكو كوباياشي على موقع كينوبويسك (الروسية)
- ياسوكو كوباياشي على موقع ANN person (الإنجليزية)